# Lenie van der Velde
Lenie van der Velde, coniugata Remeijer (Amsterdam, 19 aprile 1929 – 13 ottobre 2021), è stata una cestista olandese.

## Carriera
Con i Paesi Bassi ha disputato tre edizioni dei Campionati europei (1956, 1958, 1960).